# Yémeda
Yémeda es un municipio y localidad española de la provincia de Cuenca, en la comunidad autónoma de Castilla-La Mancha. El término municipal, situado en la comarca de la Serranía Baja, tiene una población de 19 habitantes (INE 2024). 

## Historia
Los datos que seguidamente aportamos han sido obtenidos del libro de Pueblos y Monumentos, Serranía Baja Conquense, de Miguel Romero Saiz, de 1998.
“Muy cerca del río Guadazaón y bien regado por manantiales, una rica huerta fue ya cultivada por los romanos. Entre Yémeda y Cardenete habría que situar la mansión de Valebonga, ya que aquí se cumplirán los setenta kilómetros que señala el itinerario de Antonino desde Ad Putea (40 millas).
Tal Mansión, del Itinerario Antonino A-31 estaría situada en el propio Balneario, en que hay aguas termales naturales y en donde, según autores como Mañanes y Caamaño, son frecuente establecer mansiones romanas. Las aguas son excelentes y su composición: “aguas sulfurado-cálcicas frías con un caudal de 18 litros y temperatura de 17°, indicadas para dermatosis
Por tanto, el que pase por aquí la vía romana, junto al lugar llamado Sargal, Confirmaría lo que sucede en Galicia donde cinco de las mansiones son termas, algo usual entre los romanos.
Durante la dominación musulmana, dominaron la zona los castillos de Serreilla, Santa Cruz y Mira. El inicio de Moya comenzó con la puebla realizada por Alfonso VIII en 1210 después que Pedro II de Aragón conquistara el Cuervo, Ademuz y Serreilla. Nada se puede decir sobre Moya antes de esta fecha, a no ser que sobre la montaña se han encontrado algunos restos  prehistóricos, nunca restos árabes.
El primer dato histórico sobre la fortaleza de Yémeda lo aporta Julio González en su obra El reino de Castilla en la época de Alfonso VIII al indicar que el rey Alfonso VIII donó el castillo de Yémeda a Diego Jiménez. A partir de ese momento, ya aparecen también citas históricas sobre su población que como aldea del marquesado alcanza unos cuarenta habitantes, dedicados a tareas agrícolas. Durante las revueltas comuneras de 1520, el marqués Juan de Cabrera castigará con severidad las poblaciones de Cardenete, Yémeda y Víllora, por haber participado en el conflicto.
A mediados del siglo XIX, el lugar contaba con una población censada de 60 habitantes. La localidad aparece descrita en el decimosexto volumen del Diccionario geográfico-estadístico-histórico de España y sus posesiones de Ultramar de Pascual Madoz de la siguiente manera:

YEMEDA: ald. con ayunt. en la prov. y dióc. de Cuenca (9 leg.), part. jud. de Cañete (5), aud. terr. de Albacete (16), y c. g. cíe Castilla la Nueva (Madrid (28). sit. á corta dist. del r. Guadazaon y en terreno desigual; su clima es poco frio, bien ventilado y sano. Consta de 17 casas de pobre construccion; para surtido de los vec. hay buenas aguas; la igl., aneja de la de Villora, está servida por un teniente. El térm. confina por N. con el de Villar del Humo; E. Enguidanos; S. Paracuellos, y O. Cardenete. Tiene puestas en cultivo 300 fan. de tierra de mediana calidad. Los caminos son locales y en mal estado. prod.: trigo, centeno, cebada, avena, escana, vino, cáñamo, legumbres, verduras y esquisita miel; se cria ganado lanar, cabrio y algún vacuno; caza de liebres, perdices y conejos. ind.: la agrícola, comercio: la esportacion del sobrante de sus prod. y la importacion de algunos art. de consumo diario. pobl.: 15 vec., 60 alm. cap. prod.: 527,140 rs. imp.: 26,357. El presupuesto municipal asciende á 800 rs., y se cubre por reparto vecinal.
(Madoz, 1850, p. 432)

## Demografía
Yémeda cuenta con una población de 19 habitantes (INE 2024).
| Gráfica de evolución demográfica de Yémeda entre 1842 y 2021 |
| |
| Población de derecho según los censos de población del INE Población de hecho según los censos de población del INEEn este censo se denominaba Yeineda: 1842 Entre el censo de 1857 y el anterior, este municipio desaparece porque se integra en el municipio 6131 (Monteagudo de las Salinas) Entre el censo de 1887 y el anterior, aparece este municipio porque se segrega del municipio Monteagudo de las Salinas |

| 1991 |  | 1996 |  | 2001 |  | 2007 |  | 2013 |  | 2015 |
| ---- |  | ---- |  | ---- |  | ---- |  | ---- |  | ---- |
| 40   |  | 31   |  | 29   |  | 27   |  | 28   |  | 23   |

En este municipio es destacable tanto su estación de tren abandonada como su balneario, también abandonado.

## Estructura urbana
El núcleo Urbano de Yémeda tiene forma más o menos cuadrada. La superficie total de este contorno es de 3.22 ha. Es razonable pensar que el desarrollo urbano el municipio se generó a partir de la actual plaza en la que se encuentra la iglesia. Podemos observar que el municipio de Yémeda, tiene una serie de calles que circunvalan la localidad de unos 600 m aproximadamente y que proporciona la comunicación al resto de calles. Por lo general el municipio de Yémeda, cuenta en todas sus calles con pendientes muy suaves norte-sur.
El trazado de las calles es recto y sus transversales tienen una dirección prácticamente perpendicular a las anteriores lo que supone una morfología urbana muy adecuada y actual. Las calles principales disponen de una anchura apreciable, mayor de 6 metros; circunstancia no tan frecuente en muchos de la zona.
La arquitectura es la tradicional de esta comarca, predomina la construcción en una planta y son menos abundantes las construcciones que se desarrollan en dos alturas. No hemos detectado construcciones en tres alturas, ni otras por debajo de la rasante de la calle.
Actualmente el pueblo está bastante remozado en cuanto al estado de conservación de sus construcciones, tal y como se manifiesta en la mayoría de sus fachadas, habiéndose respetado su estilo rural.
La trama urbana se compone de las siguientes calles: 
calle Carretera, que se desarrolla sobre la carretera CUV-5042.
Calle de Arriba, es la calle que cierra la circunvalación por el norte, además de cerrar la manzana.
Calle Nueva, se desarrolla de norte a sur, en la zona este del municipio y continua cerrando la circunvalación por la parte sur, hasta enlazar con la calle la carretera.
Calle Abajo, se desarrolla desde la calle Nueva, hasta llegar a la calle Plaza Pública.
Calle Plaza Pública, que permanece en la zona oeste y sur de la iglesia del municipio.
Calle de la Iglesia, la encontramos en la parte derecha de la iglesia, desde la calle de Arriba, hasta la calle Plaza Pública.
Se puede apreciar el trazado de la carretera CUV-5042, perteneciente a la Excelentísima Diputación de Cuenca, que cruza el término municipal de Yémeda, pasando por la misma localidad y que la carretera CM-2109 se une con la carretera CUV-5043. La carretera CUV-5014, que une la localidad de Cardenete con la de Enguidanos, tiene un pequeño tramo que se describe dentro del término municipal de Yémeda.

## Morfología y tipolofía edificatorias
Por lo general las edificaciones de Yémeda responden a una tipología edificatoria de alineación de fachadas los viales y manzana cerrada.
Las alturas de edificación llegan a alcanzar un máximo de dos plantas en algunos casos, aunque predominan las de una sola altura. El tamaño medio de las manzanas está bastante equilibrado y proporcionado y la trama urbana compone una retícula con intersecciones limpias, aunque existen algunos esquinazos o recovecos que alteren la misma.
No se aprecia en su configuración ningún tipo de segregación por razones de nivel social o económico, pudiéndonos encontrar con viviendas de mayor calidad junto a otras en franco estado de deterioro. Tampoco apreciamos diferentes tipologías urbanas por barrios, ni diferentes estados de conservación por zonas, de forma manifiesta.

## Comunicaciones
Cuenta con una estación férrea de la línea Madrid-Cuenca-Valencia, cuyo incierto futuro ha llevado a varios ayuntamientos de la zona a constituir una plataforma en su defensa.